# Зельда (тропічний шторм, 1991)
Сильний тропічний шторм «Зельда» був останнім тропічним циклоном сезону тихоокеанських тайфунів 1991 року та завдав шкоди Маршалловим островам 28 листопада. Область низького тиску, яка згодом перетворилася на «Зельду», утворилася поблизу міжнародної лінії зміни дат і в листопаді переросла в тропічну депресію. Об'єднаний центр попередження про тайфуни (JTWC) повідомив, що 28 листопада депресія досягла інтенсивності тропічного шторму поблизу Маршаллових островів, тому назвала її «Зельда». 29 листопада шторм швидко посилився до 65 вузлів (120 км/год; 75 миль/год) згідно з JTWC, що еквівалентно тайфуну категорії 1 за шкалою вітру урагану Саффіра-Сімпсона. За даними JTWC, він досяг піку 80 вузлів (150 км/год; 90 миль/год) і 60 вузлів (110 км/год; 70 миль/год) за даними Японського метеорологічного агентства (JMA) з барометричним тиском 975 гектопаскалів (28,8 дюйма рт. ст.). «Зельда» ослабла до тропічного шторму 2 грудня, а потім через два дні до тропічної депресії. JTWC припинив попередження пізно ввечері 4 грудня, тоді як JMA наступного дня оголосив шторм позатропічним і продовжував стежити, поки він знову не перетнув міжнародну лінію дат 7 грудня.
«Зельда» завдала значної шкоди на Маршаллових островах, а операції на ракетному полігоні Кваджалейн були серйозно порушені. Про загиблих і постраждалих не повідомляється. Близько 60 відсотків будинків були зруйновані на острові Ебейе, залишивши 6000 людей без місця проживання. Майже всі посіви на островах були знищені, а їжа та інші припаси були забруднені сіллю. Пізніше в грудні президент Сполучених Штатів Джордж Буш-старший оголосив шторм великою катастрофою, дозволивши Федеральному агентству з управління надзвичайними ситуаціями (FEMA) допомогти з фінансуванням і ремонтом. Маршаллові острови також звернулися за коштами до інших країн.

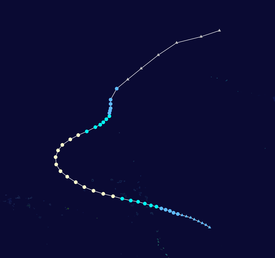
Карта, на якій зображено траєкторію та інтенсивність шторму за шкалою Саффіра–Сімпсона.

## Історія метеорології
Західні вітри біля екватора, пов'язані з триваючим явищем Ель-Ніньйо, сприяли виникненню слабкої області низького тиску наприкінці листопада 1991 року поблизу міжнародної лінії зміни дат. JTWC почав відстежувати територію на консультативному пораднику про значну тропічну погоду о 06:00 UTC 25 листопада. Вертикальний зсув вітру спочатку перешкоджав посиленню, але хвилювання продовжувало розвиватися. Невдовзі надійшло попередження від Об'єднаного центру попередження про тайфуни (JTWC) про утворення тропічного циклону.
Японське метеорологічне агентство (JMA) почало відстежувати збурення о 06:00 UTC 27 листопада, а JTWC випустило своє перше попередження через 18 годин про депресію, назвавши її потужністю 31W. Депресія швидко посилилася, і о 00:00 UTC 28 листопада JTWC назвав його тропічним штормом зі швидкістю вітру 35 вузлів (65 км/год; 40 миль/год), який через чотири години пізніше і отримав назву «Зельда», після того, як Кваджалейн отримав сильніший вітер, ніж очікувалося. JTWC пояснює затримку невеликим розміром шторму, погано організованим відтоком і відсутністю пар видимих і інфрачервоних зображень для аналізу. JMA підвищив рівень шторму о 03:00 UTC 29 листопада, а потім до сильного тропічного шторму через вісімнадцять годин. JTWC повідомив, що «Зельда» посилився в тайфун о 12:00 UTC поблизу Маршаллових островів, з вітром 65 вузлів (120 км/год; 75 миль/год), що еквівалентно категорії 1 за шкалою ураганів Саффіра-Сімпсона. У той час JMA вважав це тропічним штормом зі швидкістю вітру 45 вузлів (85 км/год; 50 миль/год) і тиском 990 гектопаскалів (29 дюймів рт. ст.).
Близько 06:00 UTC 30 листопада, за оцінками JMA, «Зельда» досягла свого піку в 60 вузлів (110 км/год; 70 миль/год) з барометричним тиском 975 гПа (28,8 дюйма рт. ст.). Через шість годин JTWC повідомив, що шторм посилився до максимальної швидкості вітру 80 вузлів (150 км/год; 90 миль/год) на захід від Еніветоку. Пізніше жолоб, утворений тайфуном Юрі, спричинив ослаблення субтропічного хребта, що дозволило «Зельді» рухатися на північ. До 1 грудня шторм почав слабшати і повернувся на північний схід. 2 грудня JMA повідомила, що швидкість штормового вітру зменшилася до 50 вузлів (95 км/год; 60 миль/год). JTWC повідомив, що сила шторму ослабла, ніж сила тайфуну, о 18:00 UTC того ж дня, зі швидкістю вітру 60 вузлів (110 км/год; 70 миль/год). Вітри на верхніх рівнях і західні вітри незабаром посилилися, і центральна конвекція Зельди стала зсувною. 3 грудня JMA знизило статус «Зельди» до тропічного шторму, а пізніше того ж дня — до тропічної депресії. Кілька годин потому JTWC знизив рівень шторму до тропічної депресії, оскільки він несподівано повернув на північний захід. Низька циркуляція шторму відокремилася від холодного фронту, і JTWC видав останнє попередження цього року. Депресія повернулася на північний схід, JMA оголосила шторм екстратропічним 5 грудня, і агентство припинило його відстеження лише після міжнародної лінії зміни дат 7 грудня. До 8 грудня залишки шторму перемістилися вглиб країни на північ Британської Колумбії .

## Вплив і наслідки
«Зельда» був першим із трьох штормів, які вплинули на Маршаллові острови протягом одного року, якраз перед «Акселем» і «Геєм» у 1992 році. Шторм на Маршаллових островах розпочався 28 листопада, спричинивши постійний вітер зі швидкістю 120—160 км/год (75–100 миль/год). Шторм торкнувся островів Кваджалейн, Маджуро, Лае та Еніветок.  Ракетний полігон Кваджалейн, який використовувався під час випробувань Стратегічної оборонної ініціативи, вразив сильніший вітер, ніж очікувалося, що вплинуло на операції на ракетному полігоні. Тиск 990,1 гПа (29,24 дюйма рт. ст.) був зареєстрований на Кваджалейні, що було найнижчим тиском, зареєстрованим на атолі в той час. На острові Ебейе шторм зруйнував 60 відсотків будинків з фанери та листового заліза, а 6000 людей залишилися без даху над головою. Їжа та вода були забруднені сіллю під час штормового нагону, а установка опріснення води вийшла з ладу. На острові обірвали лінії електропередач. Загиблих і значних травм не було. Вода на інших островах країни була забруднена солоною водою, і 95 відсотків урожаю було знищено штормом.  Коралові рифи також сильно постраждали від шторму. Як екстратропічний циклон, «Зельда» викликав проливний дощ і вітер 110 км/год (70 миль/год) на південний схід Аляски. Повідомлялося, що сильний сніг випав на півночі Британської Колумбії та в меншій кількості всередині Британської Колумбії та південному Юконі.
Армія Сполучених Штатів займалася очищенням і відновленням країни. 6 грудня 834-та авіатранспортна дивізія відправила шість C-130 до Кваджалейна з припасами. Того ж дня президент Сполучених Штатів Джордж Буш-старший через Договір про вільну асоціацію оголосив велику катастрофу на Маршаллових островах, дозволивши направити федеральне фінансування для островів Арно, Кваджалейн, Лае та іншим . Сенатор Сполучених Штатів Деніел Акака відвідав Ебейе після шторму, і він розкритикував реакцію Федерального агентства з управління надзвичайними ситуаціями (FEMA), оскільки фінансування не покривало ремонт конструкцій, які вважаються неякісними. 18 грудня уряд Маршаллових островів звернувся за допомогою до Організації ООН з надання допомоги при стихійних лихах (UNDRO). Станом на 19 грудня 1380 осіб все ще проживали в тимчасових притулках.
До 26 березня 1992 року UNDRO, Програма розвитку Організації Об'єднаних Націй (ПРООН) та уряд Австралії надіслали на Маршаллові острови гуманітарні товари на суму близько 98 000 доларів США (1992 рік, що еквівалентно 189 237 доларів США у 2021 році). FEMA направило 1,518 мільйона доларів США (1992 долари США, що еквівалентно 2 931 248 доларів у 2021 році) постраждалим родинам. Критична інфраструктура в Ебейє була відремонтована Управлінням розвитку атолу Кваджалейн до листопада 1992 року.

## Додаткова інформація
1. Японське метеорологічне агентство є офіційним регіональним спеціалізованим метеорологічним центром для західної частини Тихого океану.
 2. Оцінки вітру від JMA та більшості інших басейнів у всьому світі підтримуються протягом 10 хвилин, тоді як оцінки від Об'єднаного центру попередження про тайфуни, що базується в США, підтримуються протягом 1 хвилини. Постійний 1-хвилинний вітер приблизно в 1,14 рази перевищує кількість 10-хвилинного вітру.